# John O'Keefe
John O'Keefe (født 18. november 1939 i New York) er en amerikansk-britisk forsker. I 2014 blev han tildelt Nobelprisen i fysiologi eller medicin sammen med ægteparret May-Britt og Edvard Moser "for deres opdagelser af celler, som udgør et positioneringssystem i hjernen".
O'Keefe tog sin doktorgrad i fysiologisk psykologi ved McGill University i Montreal i Canada i 1967. Han forskede derefter ved University College London og blev der udnævnt til professor i neurovidenskab i 1987. Han er i dag leder for Sainsbury Wellcome Centre for Neural Circuits and Behaviour ved samme universitet.